# Комплекс Дашкин баба
Комплекс Дашкин Баба (или Комплекс Дашкинжан Баба) — памятник архитектуры в городе Ургенч Хорезмской области. Комплекс был построен в 1915 году и сегодня находится на улице Юлдоша Бободжанова, 43а.
Постановлением Кабинета Министров Республики Узбекистан от 4 октября 2019 года объект включён в национальный список объектов недвижимости материального культурного наследия и взят под государственную охрану. В настоящее время управление культуры Хорезмской области принадлежит государственной собственности на праве оперативного управления.

## История и реконструкция
Изначально на месте комплекса находилось историческое кладбище. Говорят, что мавзолей был назван в честь арабского полководца Сайида ибн Абу Ваккаса, пришедшего в Хорезм в VII—VIII веках для распространения ислама. Кладбища с таким названием также есть в Хазараспе Хорезмской области и Ходжейлинском районе Каракалпакстана.
Командующий армией Саад ибн Абу Ваккас пропагандировал религию ислама и сражался за неё в оазисе. В одном из таких сражений, среди прочих бойцов, погиб и сам полководец.
Дважды в год Амударья вытекает из своего русла и разливается, а уровень воды падает, достигая кладбища. Жители, ставшие свидетелем этого, дали название владельцу гробницы «Святой покровитель наводнений», то есть Дашкин баба.
В 1646—1648 годах Абулгази Бахадир-хан оградил кладбище соломенной стеной, а также построил мавзолей.
Другой хивинский хан Аллакули-хан после своих неудачных военных походов на территории Хорасана и Южного Туркменистана благоустроил окрестности кладбища и построил мавзолей, сохранившийся до наших дней.
До революции здесь  действовал   медресе-заповедник. В 1927 году мавзолей был закрыт советскими властями. До 1939 года мавзолей служил тюрьмой. Он был вновь открыт в 1941—1947 годах. В 1948 году памятник был внесён на государственный реестр и передан обществу «Золотое наследие». 21 декабря 1973 года памятник был взят под охрану государства. В 1980-е годы его частично отреставрировали и превратили в архив. В 1991 году он был передан Духовному управлению мусульман Узбекистана. Он был реконструирован в 2005 году к 1000-летию Академии Мамун. В настоящее время Управление мусульман Узбекистана используется как представительство Хорезмской области и место паломничества.